# Silometopus sachalinensis
Silometopus sachalinensis là một loài nhện trong họ Linyphiidae.
Loài này thuộc chi Silometopus. Silometopus sachalinensis được Kirill Yuryevich Eskov & Yuri M. Marusik miêu tả năm 1994.